# Лила, Александр Михайлович
Алекса́ндр Миха́йлович Лила (род. 13 октября 1960 года) — советский и российский ревматолог, доктор медицинских наук (1999), профессор (2001), директор Федерального государственного бюджетного научного учреждения «Научно-исследовательский институт ревматологии имени В. А. Насоновой» (ФГБНУ НИИР им. В. А. Насоновой), заведующий кафедрой ревматологии ФГБОУ ДПО «Российская медицинская академия непрерывного профессионального образования» Минздрава России. Член-корреспондент РАН с 2022 года. Заслуженный врач Российской Федерации (2022).

## Биография
Александр Михайлович Лила родился 13 октября 1960 года.
В 1978 году поступил в Военно-медицинскую академию (ВМА) им. С. М. Кирова, которую с отличием окончил в 1984 году. В последующем проходил службу в качестве врача поликлиники и ординатора терапевтического отделения военного госпиталя Ракетных войск стратегического назначения.

## Научная деятельность
В 1989 году поступил в адъюнктуру при кафедре гематологии и клинической иммунологии ВМА. В 1992 году защитил диссертацию на соискание учёной степени кандидата, а в 1999 году — доктора медицинских наук. В 2001 году ему было присвоено учёное звание «профессор».
С 2000 по 2011 год работал на должностях профессора кафедры, учёного секретаря и проректора по научной и учебной работе в Санкт-Петербургской медицинской академии последипломного образования. В 2011 году был назначен и. о. ректора Санкт-Петербургской государственной медицинской академии им. И. И. Мечникова.
С 2011 по 2017 год работал проректором по учебной работе в ФГБОУ ВО «Северо-Западный государственный медицинский университет имени И. И. Мечникова» МЗ РФ.
В 2017 году был назначен и. о. директора ФГБНУ НИИР им. В. А. Насоновой.
С 18 сентября 2018 года профессор Лила Александр Михайлович утвержден в должности директора ФГБНУ НИИР им. В. А. Насоновой.
А. М. Лила является членом президиума Общероссийской общественной организации «Ассоциация ревматологов России», вице-президентом ассоциации терапевтов Санкт-Петербурга и членом Президиума научного общества терапевтов Санкт-Петербурга им. С. П. Боткина.
Также он является автором 494 печатных работ.
Сфера научной деятельности Лила: ревматология, клиническая иммунология, гематология, в том числе проблемы сочетания ревматических и онкогематологических заболеваний, медико-социальные аспекты заболеваний опорно-двигательного аппарата.

## Избранные труды
- Насонов Е. Л., Лила А. М., Галушко Е. А., Амирджанова В. Н. Стратегия развития ревматологии: от научных достижений к практическому здравоохранению // Научно-практическая ревматология. — 2017. — Т.55, № 4. — С. 339—343.
- Каратеев А. Е., Лила А. М., Чурюканов М. В., Скоробогатых К. В., Амелин А. В., Захаров Д. В., Трофимов Е. А., Широков В. А., Попова Т. В., Шестель Е. А., Гончарова З. А., Куликов А. И., Несмеянова О. Б., Галиханова М. В., Загорулько О. И., Медведева Л. А. Оценка эффективности алгоритма назначения нестероидных противовоспалительных препаратов (НПВП), основанного на анализе факторов риска лекарственных осложнений, в реальной клинической практике. Результаты всероссийского проекта «ПРИНЦИП» (Применение Рекомендаций по Использованию НПВП: Целенаправленное Изменение Практики) Научно-практическая ревматология. — 2017. — Т.55, № 5. — С. 485—492.
- Лила А. М., Древаль Р. О., Инамова О. В., Шипицын В. В., Заботина А. Н. Медико-экономический анализ влияния инвалидизации, ассоциированной с ревматическими заболеваниями, на экономику страны с учётом реализации пенсионной реформы. Современная ревматология. 2019. Т. 13. № 4. С. 18—25.
- Филатова Е. С., Лила А. М. Вклад нейрогенных механизмов в патогенез хронической суставной боли. Современная ревматология. 2021. Т.15. № 2. С.43—49.
- Лила А. М., Галушко Е. А., Гордеев А. В., Семашко А. С. Роль микробиома в патогенезе иммуновоспалительных заболеваний (дискуссионные вопросы). Современная ревматология. 2021. Т.15. № 1. С. 15—19
- Лила А. М., Ткачева О. Н., Яхно Н. Н., Наумов А. В., Алексеева Л. И., Котовская Ю. В., Путилина М. В., Кукушкин М. Л., Кочиш А. Ю., Таскина Е. А., Абузарова Г. Р. Комплексный подход к выбору терапии у пациентов с остеоартритом при первичном обращении к врачу. Консенсус экспертов (обзор литературы и резолюция). Современная ревматология. 2021. Т.15. № 3. С. 111—116.
- Лила А. М., Соловьев С. К., Попкова Т. В. Резолюция Совета экспертов «Место ингибитора интерферона типа I в терапии пациентов с системной красной волчанкой». Современная ревматология. 2021. Т.15. № 4. С. 126—128.
- Белов Б. С., Лила А. М. COVID-19 и ревматология: год спустя. Научно-практическая ревматология. 2021. Т.59. № 1. С. 31—37.
- Каратеев А. Е., Лила А. М., Загородний Н. В., Погожева Е. Ю. Поражение околосуставных мягких тканей в реальной клинической практике: частота, характер, эффективность нестероидных противовоспалительных препаратов. Терапевтический архив. 2019. Т. 91. № 12. С. 21—28.

## Награды
- Орден Пирогова (5 февраля 2024 года) — за большой вклад в развитие отечественной науки, многолетнюю плодотворную деятельность и в связи с 300-летием со дня основания Российской академии наук[6];
- Медаль «70 лет Вооруженных Сил СССР»;
- Медаль «За безупречную службу» 3 степени;
- Медаль «За отличие в военной службе» 2 степени;
- Заслуженный врач Российской Федерации (20 января 2022 года) — за заслуги в области здравоохранения и многолетнюю добросовестную работу[7];
- Нагрудный знак «Отличник здравоохранения»[8][9];
- Почетное звание «Почетный работник науки и высоких технологий Российской Федерации»[10].